# Jason Meadows
Jason Meadows est un chanteur de musique country américain né le 9 juin 1971.
Il est connu pour avoir été finaliste de la troisième saison de l'émission Nashville Star diffusée sur USA Networks,. Signé chez Baccerstick Records, il sort son premier album 100 % Cowboy en 2007 ainsi que trois singles (100 % Cowboy, 18 Video Tapes et Where Did My Dirt Road Go).
L'album se classera à la 59e position au Top Country Albums.

## Discographie

### Albums studio
| Année | Détails                           | Meilleure position | Meilleure position |
| Année | Détails                           | US Country         | US Heat            |
| ----- | --------------------------------- | ------------------ | ------------------ |
| 2007  | 100 % Cowboy - Label: Baccerstick | 59                 | 35                 |

### Singles
| 2007                                          | « 100 % Cowboy »            | — | 100 % Cowboy |
| 2007                                          | "18 Video Tapes"            | — | 100 % Cowboy |
| 2008                                          | "Where Did My Dirt Road Go" | — | 100 % Cowboy |
| "—" signifie que le titre ne s'est pas classé |                             |   |              |